# Convento degli Angioli
Il convento degli Angeli, o Angioli, in Ferrara edificato nel 1441 nel Corso Ercole I d'Este di fronte allo sbocco del Viale della Certosa. Fu soppresso dall'invasione napoleonica del 1796, il suo patrimonio artistico e documentario sequestrato dall'autorità francese e successivamente disperso in altre biblioteche o portato in Francia ad arricchire il tesoro napoleonico. Nel 1805 l'edificio fu raso al suolo da un incendio. I suoi ultimi resti vennero abbattuti nel 1813. Una grande lapide posta a lato del c.n. 47 ricorda la chiesa e le tombe estensi.